# 安藤夏美
安藤夏美（日语：／ Andō Natsumi，1月27日—），出生於日本愛知縣名古屋市天白區，是日本著名的女漫畫家，她在1994年得到第19回新人漫畫賞，1995年以〈固執的灰姑娘〉在なかよし夏季增刊號出道。代表作有《點心公主》、《ARISA 雙子迷情》。

## 个人信息
1月27日出生、水瓶座Ｂ型，興趣是看電視、買東西、站著閱讀，在著作風格上以校園戀愛居多。
曾於2006年8月的漫畫博覽會受長鴻出版之邀來台舉辦簽名會

## 獎項
- 2006年以點心公主（小林深雪原作）獲第30屆講談社漫畫賞（兒童部門）

## 作品列表
注意：本列表列出的ISBN及出版時間皆為日文版。
- 點心公主

1. 點心公主 1（キッチンのお姫さま 1）
發行年月日:2005年2月4日
ISBN 978-4-06-364069-4
2. 點心公主 2（キッチンのお姫さま 2）
發行年月日:2005年8月5日
ISBN 978-4-06-364083-0
3. 點心公主 3（キッチンのお姫さま 3）
發行年月日:2005年12月6日
ISBN 978-4-06-364097-7
4. 點心公主 4（キッチンのお姫さま 4）
發行年月日:2006年4月28日
ISBN 978-4-06-364109-7
5. 點心公主 5（キッチンのお姫さま 5）
發行年月日:2006年8月4日
ISBN 978-4-06-364117-2
6. 點心公主 6（キッチンのお姫さま 6）
發行年月日:2007年2月6日
ISBN 978-4-06-364134-9
7. 點心公主 7（キッチンのお姫さま 7）
發行年月日:2007年6月6日
ISBN 978-4-06-364149-3
8. 點心公主 8（キッチンのお姫さま 8）
發行年月日:2007年11月6日
ISBN 978-4-06-364166-0
9. 點心公主 9 ）
發行年月日:2008年10月7日
10. 點心公主 10 ）

- 我的野蠻王子(全三冊)

1. 我的野蠻王子 1（ワイルドだもん 1）
發行年月日:2003年10月6日
ISBN 978-4-06-364032-8
2. 我的野蠻王子 2（ワイルドだもん 2）
發行年月日:2004年2月6日
ISBN 978-4-06-364042-7
3. 我的野蠻王子 3（ワイルドだもん 3）
發行年月日:2004年6月4日
ISBN 978-4-06-364051-9

- 占星妙探(全四冊)

1. 占星妙探 1（十二宮でつかまえて 1）
發行年月日:2001年11月6日
ISBN 978-4-06-178977-7
2. 占星妙探 2（十二宮でつかまえて 2）
發行年月日:2002年6月6日
ISBN 978-4-06-178992-0
3. 占星妙探 3（十二宮でつかまえて 3）
發行年月日:2002年10月4日
ISBN 978-4-06-178999-9
4. 占星妙探 4（十二宮でつかまえて 4）
發行年月日:2003年3月6日
ISBN 978-4-06-364013-7

- 存錢三人組（貯めてみせまショウ！）
發行年月日:2003年6月6日
ISBN 978-4-06-364021-2

- 天使特派員(全二冊)

1. 天使特派員 1（マリアっぽいの！ 1）
發行年月日:2000年12月6日
ISBN 978-4-06-178952-4
2. 天使特派員 2（マリアっぽいの！ 2）
發行年月日:2001年5月7日
ISBN 978-4-06-178961-6

- 笑笑向前衝(全二冊)

1. 笑笑向前衝 1（スマイルでいこう 1）
發行年月日:1999年9月6日
ISBN 978-4-06-178922-7
2. 笑笑向前衝 2（スマイルでいこう 2）
發行年月日:2000年3月6日
ISBN 978-4-06-178934-0

- 銀狐的新娘（ツイてるね聖ちゃん）
發行年月日:1998年10月6日
ISBN 978-4-06-178901-2

- Arisa (ＡＲＩＳＡ＜アリサ＞)

ARISA雙子迷情    發行年:2010年(台灣版)尖端出版
- 我們的愛情不正常（已發行14冊）